# Chonqui
Chonqui corresponde a una localidad rural en la comuna de Mariquina, Provincia de Valdivia, Región de Los Ríos, Chile, ubicada en la ribera este del Río Cruces.

## Historia
El 5 de diciembre de 1859 el explorador alemán Paul Treutler pasa a caballo por este caserío indígena en su segunda expedición camino a San José de la Mariquina.

## Accesibilidad y transporte
Chonqui se encuentra a 13 km de la ciudad de San José de la Mariquina a través de la Ruta T-282.